# العزاني

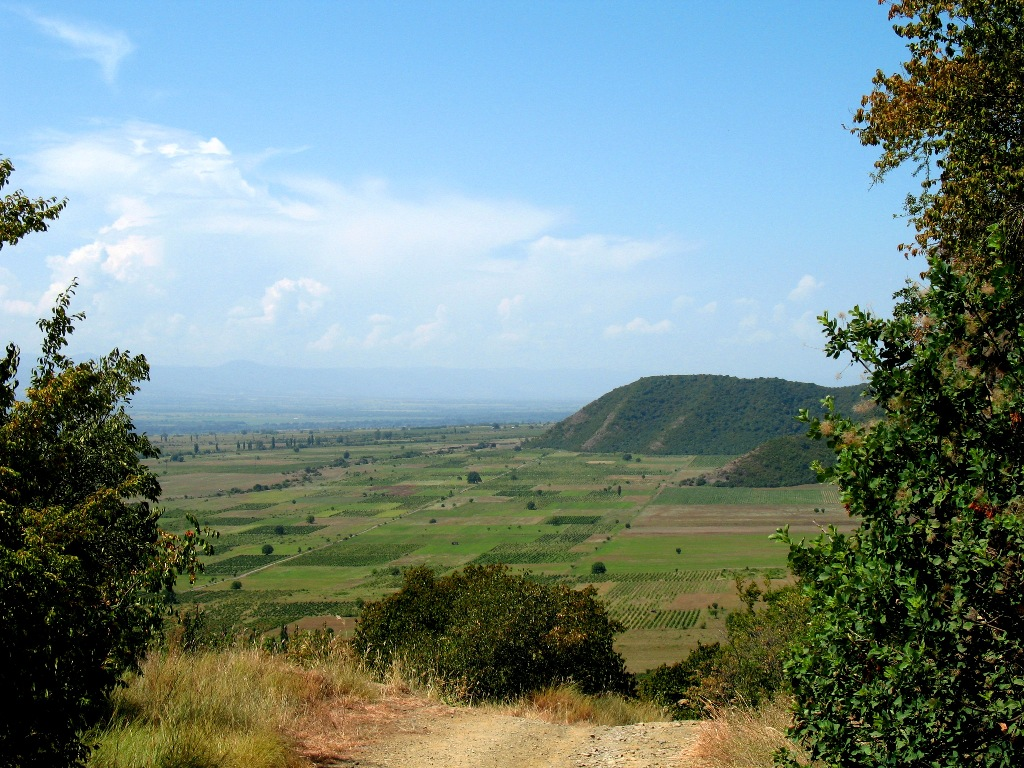
وادي العزاني

الازاني ((بالجورجية: ალაზანი)، (بالأذرية: Qanıx)‏) هو نهر ينهمر عبر القوقاز. إنه المساند الرئيسي لكورا في شرق جورجيا، ويصب 351 كيلومتر (218 ميل). يشكل جزء من دربها الحدود بين جورجيا وأذربيجان، قبل أن يلتقي بنهر كورا في صهريج مينغوسيفير. من الممكن أن يكون النهر هو نفسه الذي رمز إليه المؤلفان الكلاسيكيان Strabo وPliny باسم «الأزونيوس» أو «الأزون»، وقد يكون أيضًا نهر Abas الذي ذكره Plutarch (بلت. عظمة. 35) وديو كاسيوس (37.3) كمحل لمعركة العباس (65 قبل الميلاد).
نشأت العزاني في منطقة القوقاز الكبرى، جنوب التلال الرئيسية، في الجزء الشمالي الغربي من منطقة Akhmeta. يجري في الطليعة إلى الجنوب باتجاه بلدة Akhmeta، ثم عبر وادي Alazani الغني بالثمار في Kakheti باتجاه الجنوب الشرقي. العزاني هو مقر صناعة النبيذ الجورجي. لقرون، كانت بوابة رئيسية للغزاة الفرس.
يجف نهر الأزاني في فصل الشتاء، ولكن في أواخر الربيع يسيح الثلج من الجبال ويتضخم النهر بشكل كبير. هذا يسبب فيضانات بشكل مستمر يستخدم النهر بشكل رئيسي لسقي المزارع ومياه الشرب النقية. في التسعينيات، بنى المستثمرون الصينيون الكثير من محطات الطاقة الكهرومائية الصغيرة، التي تستخدم تيار ألازاني القوي. يشتهر النهر أيضًا بالسياح لرحلات التجديف.
يأتي تلوث خفيف للنهر بالمواد البيولوجية من مياه الصرف الصحي غير المعالجة من المدن والتجمعات الأخرى، ومن المناطق الزراعية أيضا. في منطقتي كفاريلي ولاجوديخي، يقال إن جودة المياه سيئة وملوثة للغاية.
يُعد العزاني أيضًا اسمًا لمختلف أنواع النبيذ الجورجي، من بينها العلامات التجارية شبه الجافة وادي مراني العزاني و تبليسي القديمة الازاني .